# Laurent Delorge
Laurent Delorge (Leuven, 21 juli 1979) is een Belgisch voormalig voetballer
Delorge is een aanvallende middenvelder. In zijn jeugd kwam hij uit voor FC Maleizen. Nadat deze club fusioneerde met VKE Tombeek (tot VEMT), werd Delorge opgemerkt door Emilio Ferrera. Hij werd aangekocht door Racing Jet Wavre. Daar ging zijn opleiding verder en kwam er meer belangstelling vanuit de betere Belgische clubs. AA Gent, op dat moment getraind door Jan Boskamp, kocht de toen 19-jarige Delorge aan. Bij die ploeg kwam hij vaak tot scoren. Vanaf 1998 kwam Delorge vijf seizoenen uit voor de Engelse club Coventry City. Daarna speelde hij drie jaar voor Lierse. In 2005 werd hij getransfereerd naar Anderlecht, waar hij twaalfmaal op het veld stond. Zijn tijd bij Lierse bleek hem echter te achtervolgen: Delorge werd beschuldigd van betrokkenheid bij het omkoop- en gokschandaal in het Belgisch voetbal. Daarop werd hij op staande voet ontslagen.
Nog geen jaar later kon Delorge weer aan de slag, ditmaal in de Nederlandse Eredivisie. ADO Den Haag had geen moeite met de beschuldigingen tegen hem. Aanvankelijk was de KNVB zeer sceptisch over een transfer naar Nederland. De afhandeling van het papierwerk duurde dan ook zo lang dat Delorge in het seizoen '05/'06 nog niet voor Den Haag mocht uitkomen. De Haagse club liet wel in het contract vastleggen dat, indien Delorge in verband met het omkoop- en gokschandaal geschorst zou worden, het contract per direct kon worden ontbonden. Nadat ADO Den Haag aan het einde van het seizoen '06/'07 degradeerde, was Delorge transfervrij en tekende hij voor twee jaar bij Ajax, waar hij het seizoen '07/'08 speelde. Op 4 augustus kreeg Delorge te horen dat hij niet voorkwam in de plannen van trainer Marco van Basten en dat hij niet meer bij de 24-koppige selectie hoorde. Na een korte periode in de B-kern van Ajax ging Delorge op zoek naar een nieuwe club. In januari 2009 tekende hij voor tweeënhalf jaar bij Roda JC Kerkrade. Zijn contract werd begin 2011 met twee jaar verlengd. In het seizoen 2012/13 werd bekend dat het aflopende contract van Delorge bij Roda JC niet zou worden verlengd. Hij speelde sinds de winterstop van het seizoen 2013/14 voor Ajax Zaterdag waarmee hij naar de Zaterdag Topklasse promoveerde. In de zomer van 2014 stopte hij met voetballen.
Voor zijn rol in de Zaak-Ye werd hij op 13 juni 2014 tot een voorwaardelijke celstraf van tien maanden en een boete van 5500 euro waarvan de helft voorwaardelijk veroordeeld door de rechtbank in Brussel.
Delorge is getrouwd en heeft twee kinderen.

## Statistieken
| Seizoen | Club          | Land      | Competitie     | Wed. | Goals |
| ------- | ------------- | --------- | -------------- | ---- | ----- |
| 1998/99 | AA Gent       | België    | Eerste Klasse  | 10   | 5     |
| 1998/99 | Coventry City | Engeland  | Premier League | 0    | 0     |
| 1999/00 | Coventry City | Engeland  | Premier League | 0    | 0     |
| 2000/01 | Coventry City | Engeland  | Premier League | 0    | 0     |
| 2001/02 | Coventry City | Engeland  | Premier League | 28   | 4     |
| 2002/03 | Coventry City | Engeland  | Premier League | 2    | 0     |
| 2002/03 | Lierse SK     | België    | Eerste Klasse  | 10   | 2     |
| 2003/04 | Lierse SK     | België    | Eerste Klasse  | 30   | 4     |
| 2004/05 | Lierse SK     | België    | Eerste Klasse  | 27   | 5     |
| 2005/06 | Anderlecht    | België    | Eerste Klasse  | 12   | 0     |
| 2006/07 | ADO Den Haag  | Nederland | Eredivisie     | 28   | 5     |
| 2007/08 | Ajax          | Nederland | Eredivisie     | 4    | 1     |
| 2008/09 | Ajax          | Nederland | Eredivisie     | 0    | 0     |
| 2008/09 | Roda JC       | Nederland | Eredivisie     | 15   | 1     |
| 2009/10 | Roda JC       | Nederland | Eredivisie     | 24   | 0     |
| 2010/11 | Roda JC       | Nederland | Eredivisie     | 25   | 4     |
| 2011/12 | Roda JC       | Nederland | Eredivisie     | 20   | 1     |
| 2012/13 | Roda JC       | Nederland | Eredivisie     | 15   | 1     |
| Totaal  | Totaal        | Totaal    | Totaal         | 250  | 33    |